# Blanca Martín-Calero
Blanca Martín-Calero Gutiérrez-Cortines (Valladolid, 12 de mayo de 1970), más conocida como Blanca Martín-Calero, es una exjugadora de balonmano española, internacional por España que participó en los Juegos Olímpicos de Barcelona 92.

## Trayectoria
Empezó a jugar en el deporte escolar vallisoletano, con 9 años,en la prolífica escuela de La Enseñanza y continuó en el CDU de Valladolidcon el que estuvo en la máxima categoría del balonmano femenino nacional desde el año 1984 hasta el 1995 (casi las mismas que el equipo vallisoletano estuvo en la máxima división). Fue campeona de España infantil y juvenil junto a, entre otras, la también olímpica en Barcelona'92 Paloma Arránz.
Fue una de las primeras jugadoras españolas que compitieron en el Mundial A, en Noruega 1993. Inició sus internacionalidades el 4 de noviembre de 1990 en un amistoso ante la R.F.A. Marcó sus primeros 4 goles con la selección el 8 de marzo de 1991, en el Torneo Internacional de Francia.
Además, participó de los primeros campeonatos de Balonmano Playa celebrados en España (fue proclamada mejor jugadora en el I Campeonato de España de Balonmano Playa de 1994).

### Clubes
- 1983–95: CDU de Valladolid
- 1995–97: Bidebieta[10]

## Galardones
- 1 x  Medalla de Bronce en los Juegos Mediterráneos (1993)[11]
- 3 veces campeona de España con el CDU de Valladolid[12]
- 1 x Mejor jugadora de Balonmano Playa (1994)
- Mejor jugadora española (1994)[13]